# Mazères-de-Neste
Mazères-de-Neste (gaskognisch: Maseras (de Nestés)) ist eine französische Gemeinde mit 346 Einwohnern (Stand: 1. Januar 2022) im Département Hautes-Pyrénées in der Region Okzitanien; sie gehört zum Arrondissement Bagnères-de-Bigorre und zum Kanton La Vallée de la Barousse. Die Einwohner werden Mazériens/Mazériennes genannt.

## Geografie
Die Gemeinde Mazères-de-Neste liegt am Fuß der Pyrenäen, 13 Kilometer ostsüdöstlich der Stadt Lannemezan an der Grenze zum Département Haute-Garonne. Die Gemeinde besteht aus dem Dorf Mazères-de-Neste, dem Weiler Sarradou sowie zahlreichen Streusiedlungen. Das Dorf Mazères-de-Neste liegt nördlich der Neste. Die Garonne bildet die Gemeinde- und Départementgrenze zu Gourdan-Polignan. Die A64 durchquert den Norden der Gemeinde.
Umgeben wird Mazères-de-Neste von den Nachbargemeinden Cuguron (im Département Haute-Garonne) im Norden, Montréjeau (im Département Haute-Garonne) im Nordosten und Osten, Gourdan-Polignan (im Département Haute-Garonne) im Osten, Tibiran-Jaunac im Südosten, Aventignan im Südwesten sowie Saint-Paul im Westen und Nordwesten.

## Geschichte
Der Ort tauchte erstmals im Jahr 1387 indirekt als de Maseriis in einem Kirchenregister der Grafschaft Comminges auf. Im Mittelalter lag der Ort innerhalb der Region Comminges, die ein Teil der Provinz Gascogne war. Die Gemeinde gehörte von 1793 bis 1801 zum District La Barthe. Zudem lag Mazères-de-Neste von 1793 bis 2015 im Kanton Saint-Laurent-de-Neste. Die Gemeinde ist seit 1801 dem Arrondissement Bagnères-de-Bigorre zugeteilt. Bis 1953 war der Name der Gemeinde Mazères. 

## Bevölkerungsentwicklung
| Jahr                       | 1962 | 1968 | 1975 | 1982 | 1990 | 1999 | 2006 | 2014 | 2020 |
| Einwohner                  | 337  | 393  | 381  | 322  | 311  | 291  | 288  | 323  | 338  |
| Quellen: Cassini und INSEE |      |      |      |      |      |      |      |      |      |

## Sehenswürdigkeiten
- Kirche Saint-Pierre
- kleine Kapelle nahe der Kirche
- zwei Lavoirs (ehemalige öffentliche Waschhäuser)
- Denkmal für die Gefallenen[1]
- Häuser aus dem 18. und 19. Jahrhundert
- Brunnen

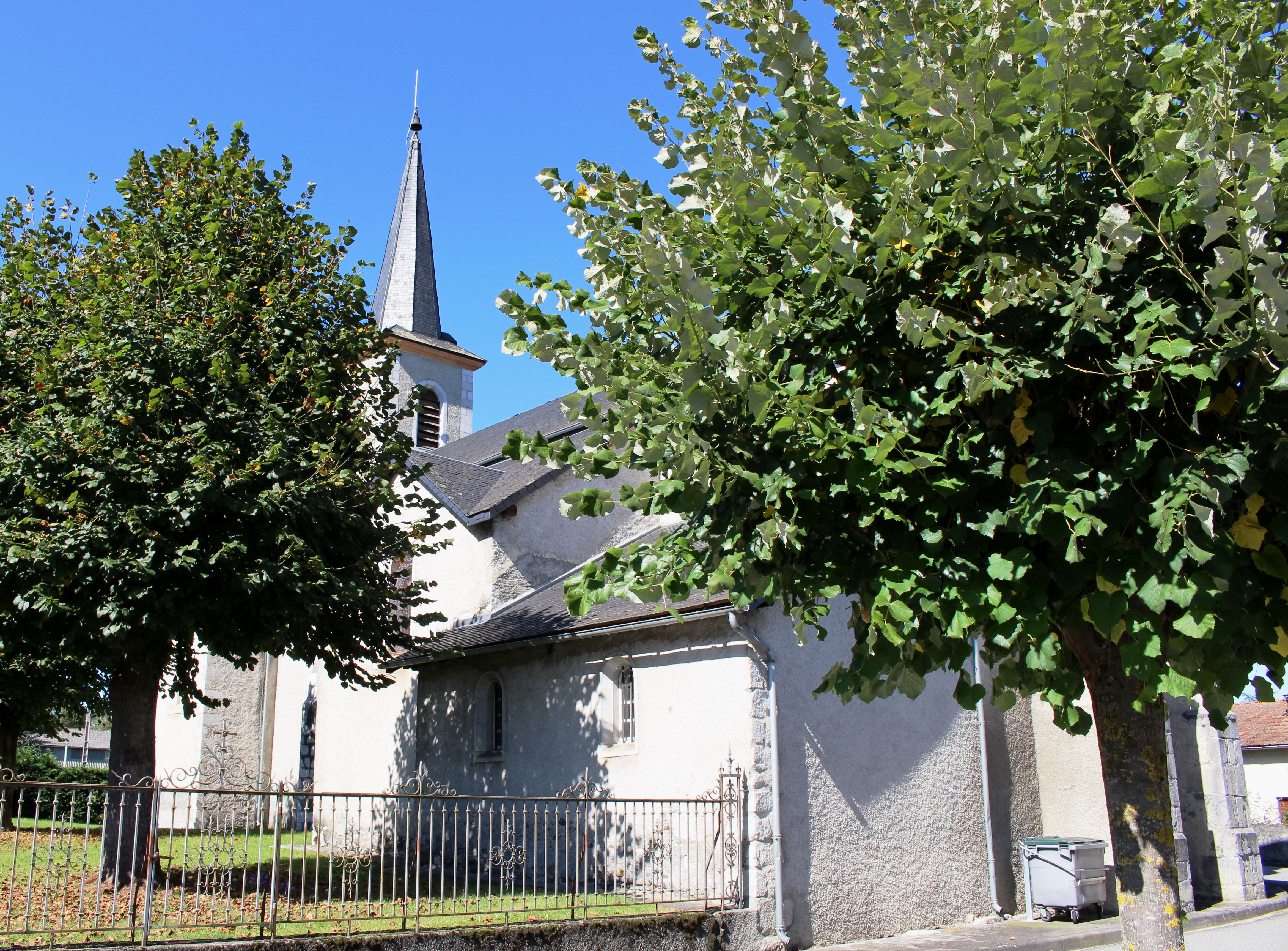
Kirche Saint-Pierre
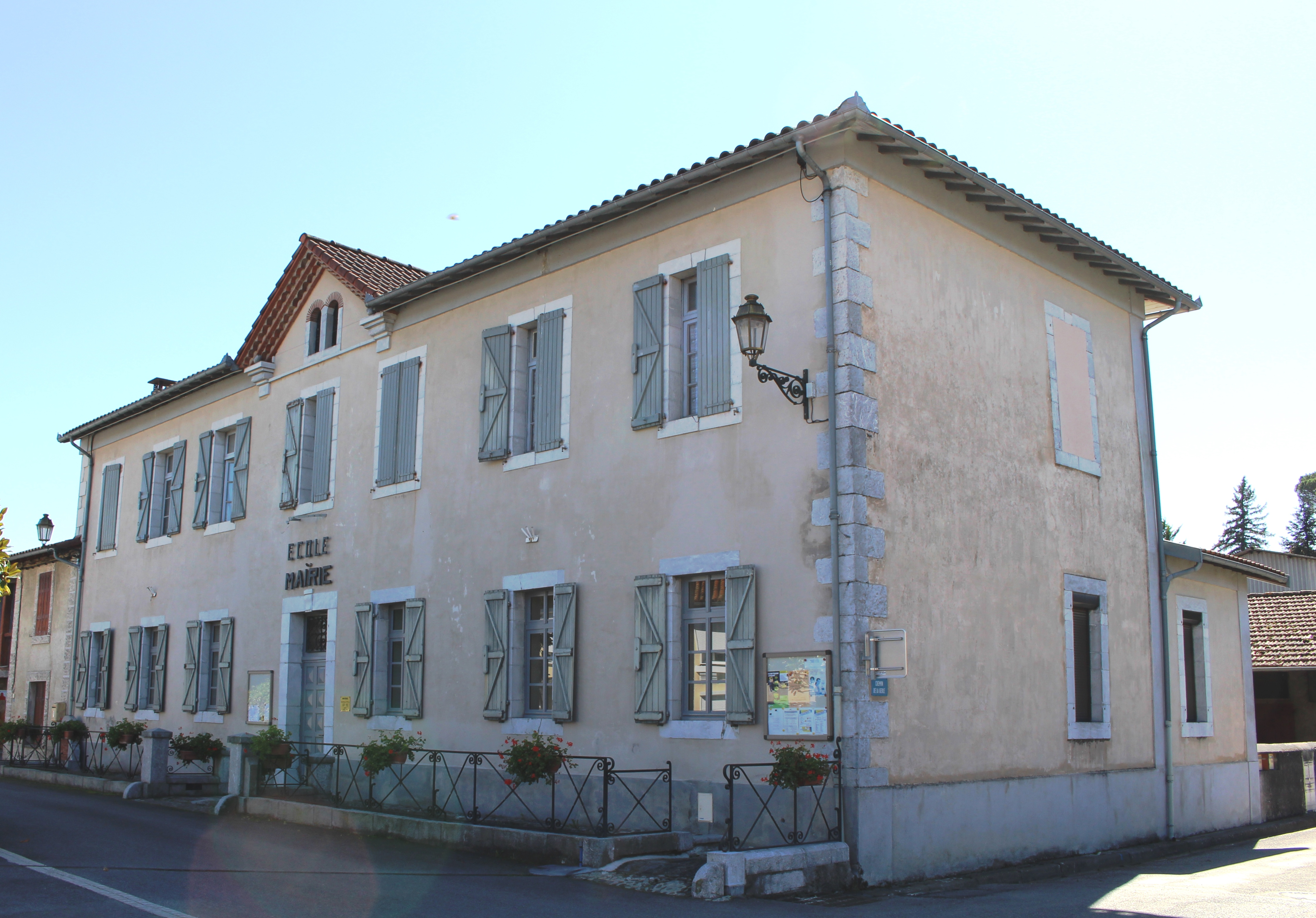
Mairie (Rathaus)
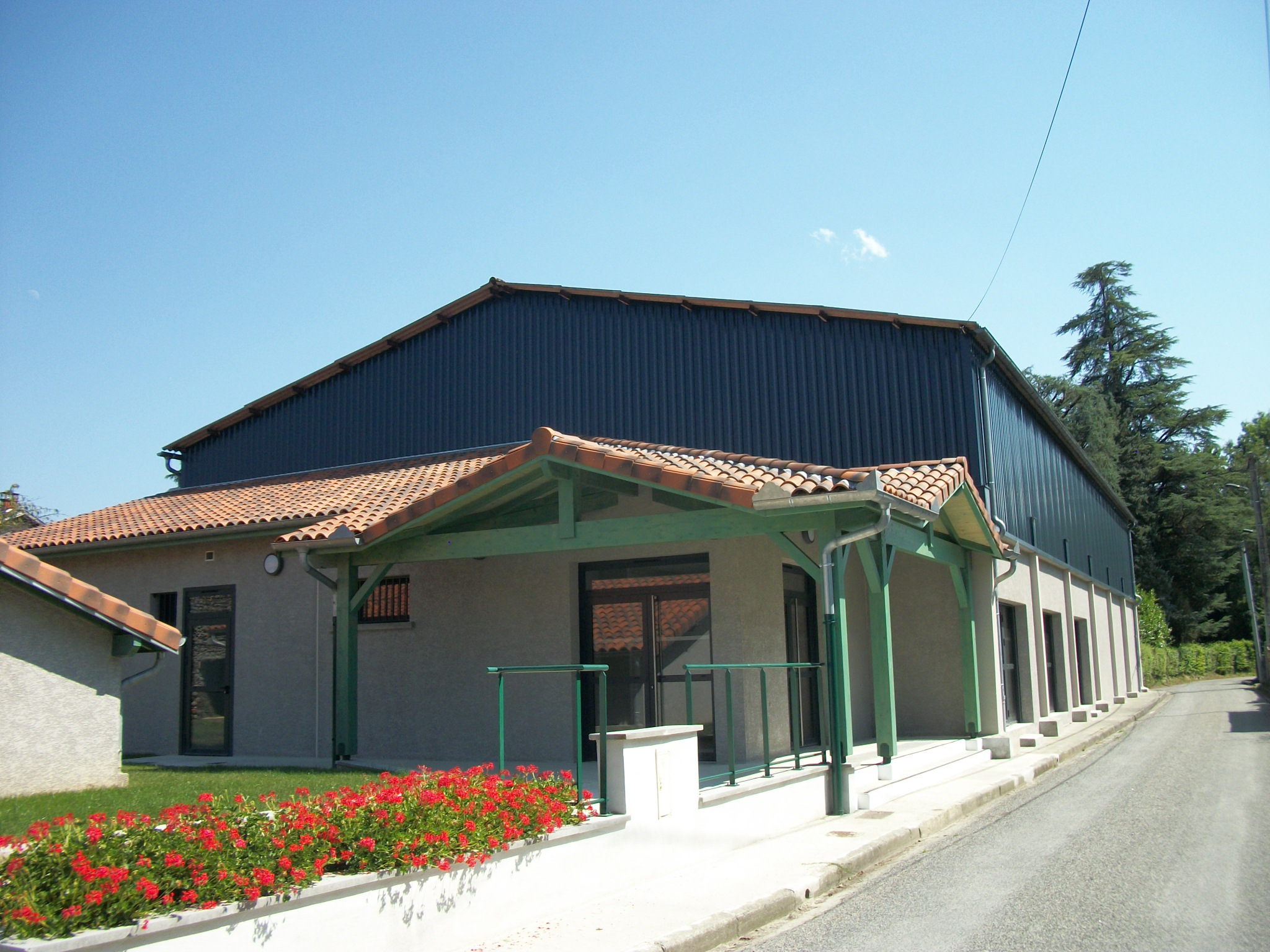
Gemeindefesthalle
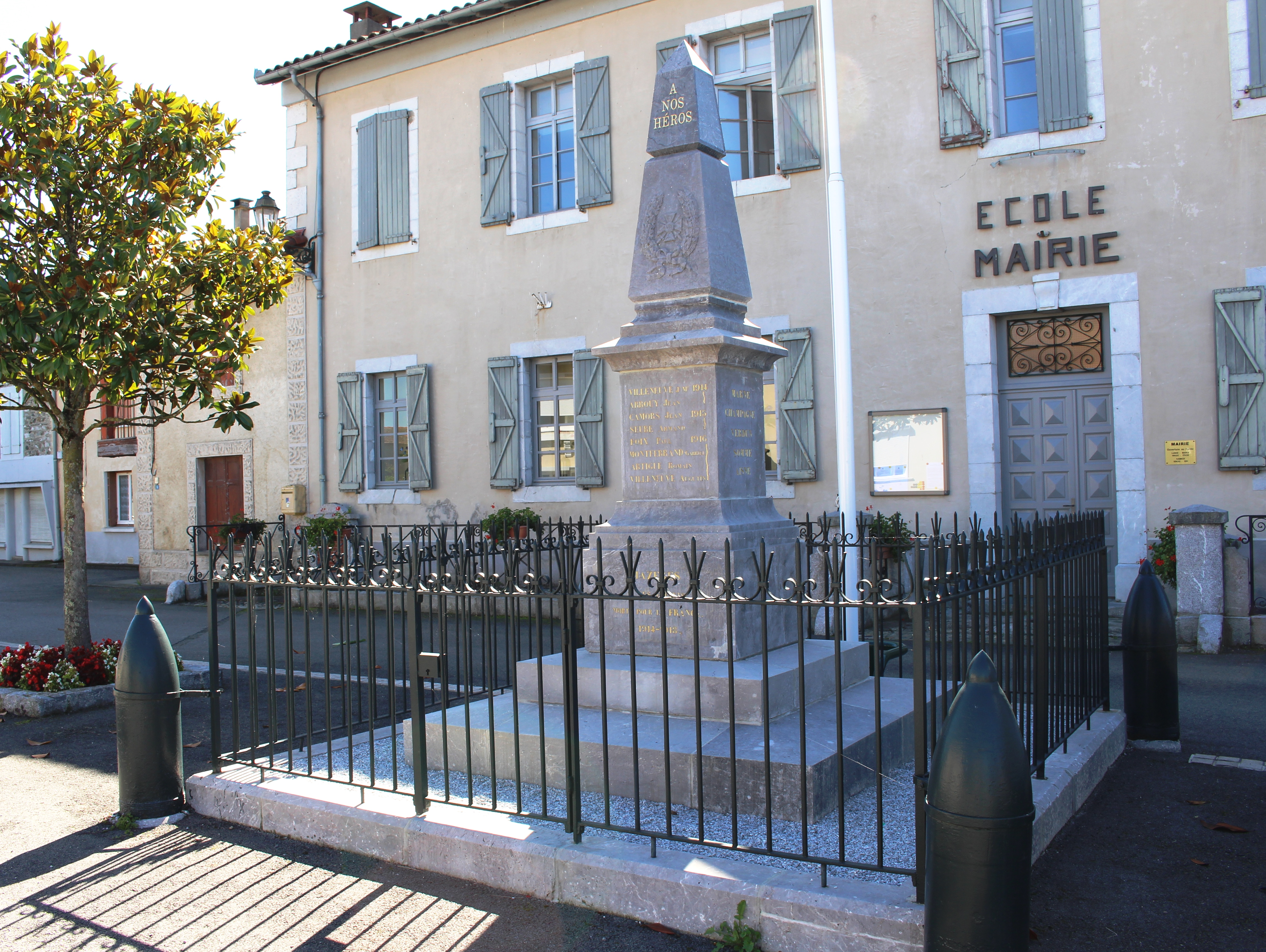
Gefallenendenkmal
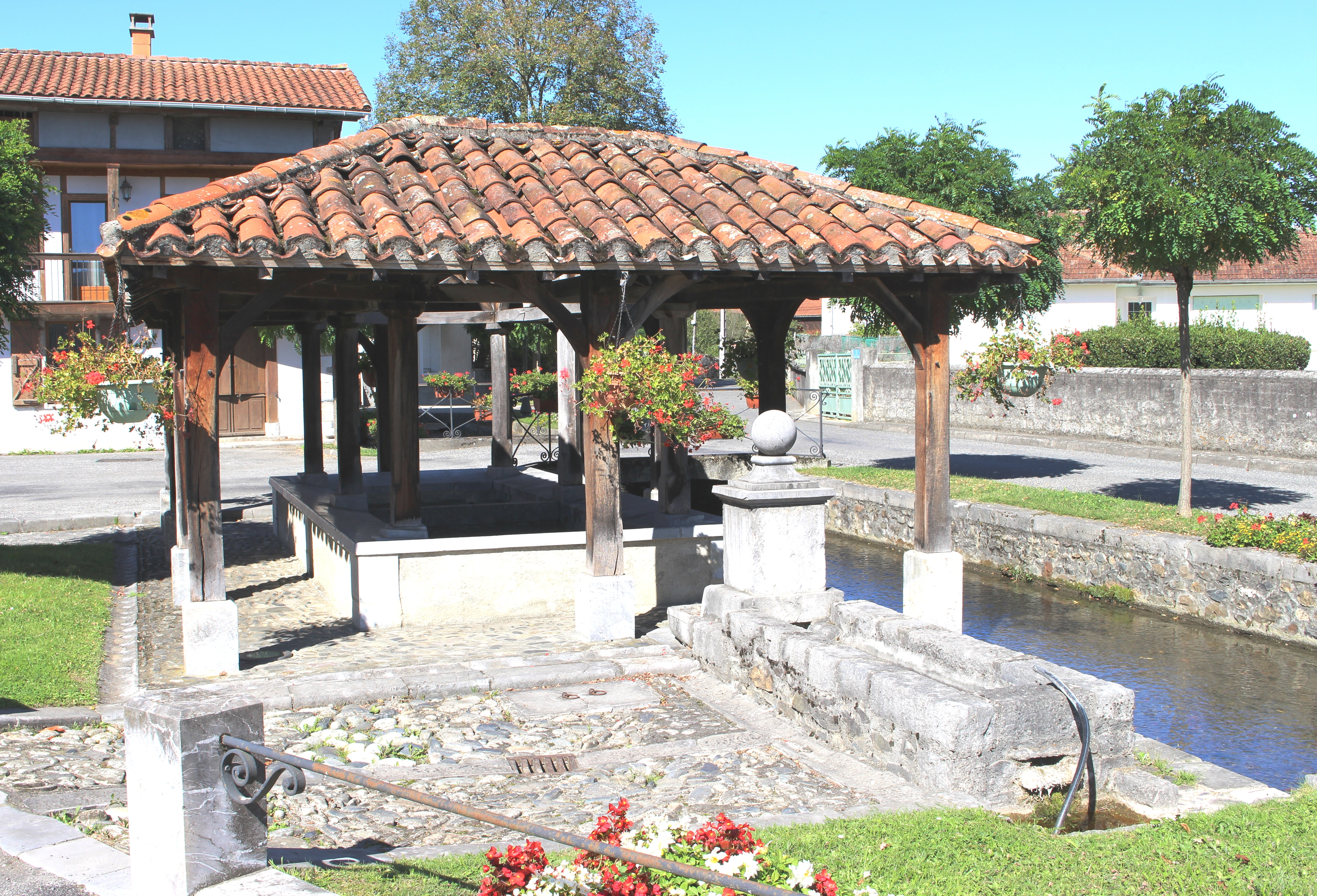
Lavoir
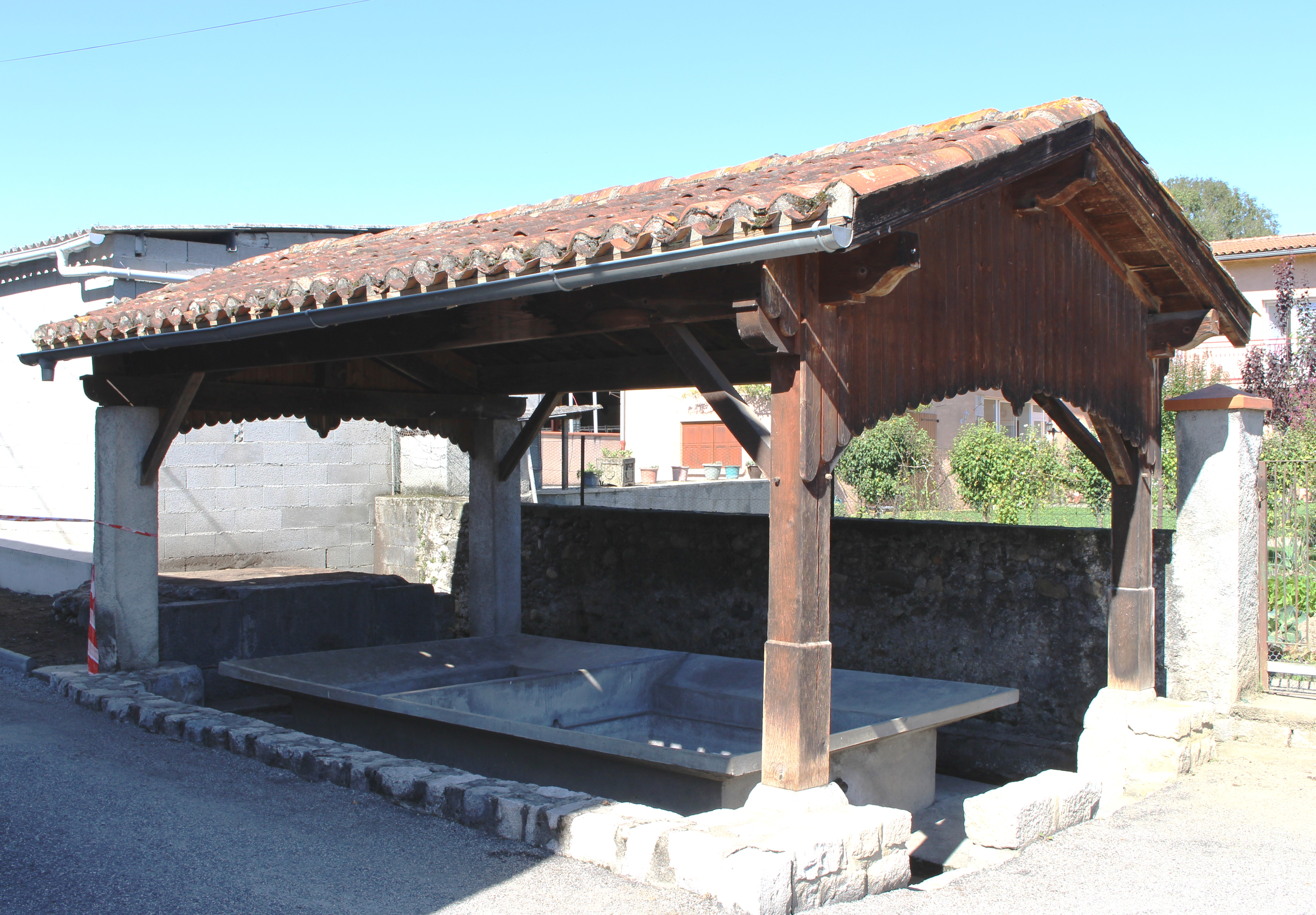
Lavoir